# Les Fabuleuses Aventures d'un Indien malchanceux qui devint milliardaire
 (janvier 2011).
Si vous disposez d'ouvrages ou d'articles de référence ou si vous connaissez des sites web de qualité traitant du thème abordé ici, merci de compléter l'article en donnant les références utiles à sa vérifiabilité et en les liant à la section « Notes et références ».
Pour les articles homonymes, voir Q & A.
Les Fabuleuses Aventures d'un Indien malchanceux qui devint milliardaire (Q & A) est un roman de l'écrivain et diplomate indien Vikas Swarup, édité pour la première fois dans sa version originale anglaise en 2005. Il a été adapté au cinéma en 2008 sous le titre Slumdog Millionaire. Initialement titré Q & A dans sa version anglaise (abréviation de Questions and Answers : question et réponses), le roman a été réédité sous le titre Slumdog Millionaire à la suite du succès du film.

## Histoire
Le roman s’ouvre sur l’arrestation de Ram Mohammed Thomas pendant la nuit, un événement courant pour les habitants des bidonvilles. Ram en a toujours eu une peur terrible, car il a dû tuer et commettre des crimes pour survivre tout au long de sa vie. La police l’interroge à propos de l’émission télévisée à laquelle il a participé, Who Wants To Win a Billion? (W3B). Ram a remporté le jeu avant que les producteurs ne disposent de suffisamment d’argent pour verser un premier prix, alors la police tente de lui faire avouer qu’il a triché et qu’il ne mérite donc pas la récompense, en le torturant. Cependant, une jeune femme appelée Smita Shah se présente comme l’avocate de Ram et exige que la police le relâche. Smita emmène Ram chez elle et regarde les enregistrements de l’émission. Avant de visionner les images, Smita demande à Ram d’expliquer comment il connaissait les réponses, ce qui marque le début de son récit.

### 1 000 roupies: La mort d’un héros
Ram est au cinéma avec son ami Salim, en train de regarder un film d’action dont le héros est Armaan Ali. Salim idolâtre Armaan Ali et refuse de croire aux rumeurs négatives à son sujet. À la moitié du film, un homme entre dans la salle et tente de toucher ses parties intimes ; quand Salim le poursuit, il lui arrache une fausse barbe et découvre qu’il s’agit en réalité de la star de cinéma, Armaan Ali, déguisé. C’est ainsi que Ram savait répondre à la première question : qu’Armaan Ali avait joué avec Priya Kapoor dans Betrayal.

### 2 000 roupies: Le fardeau d’un prêtre
L’histoire retrace les premières années de la vie de Ram. En raison de son teint foncé, il n’était pas populaire auprès des parents souhaitant adopter à l’orphelinat, et il a été abandonné peu de temps après avoir enfin été adopté, à la suite du divorce de ses parents adoptifs. Par la suite, il a été recueilli par le père Timothy, qui lui a donné un nom de famille chrétien, un deuxième prénom musulman et un prénom hindou, à la fois parce que la religion des parents biologiques de Ram était inconnue, et aussi pour le protéger des émeutes intercommunautaires qui faisaient rage en Inde. Mais il l’appelait Thomas. Ram a appris l’anglais et la foi catholique auprès du père Timothy et les autres religions avec les jeunes enfants qui venait jouer dans le presbytère.
Un jour, un nouveau prêtre nommé père John arrive à l’église, et Ram découvre dans ses affaires un magazine gay qu’il ne comprend pas. L’histoire prend un tournant lorsque Ian, un routard anglais, arrive à l’église. Une nuit, Thomas se réveille et découvre le père John et Ian en train d’avoir des relations sexuelles. Il se précipite vers le père Timothy, pensant que le père John fait du mal à Ian.
Le père Timothy les interrompt et envoie Ian et Thomas dans leurs chambres. Le lendemain, Thomas découvre le corps sans vie du père Timothy sous la croix : il a été abattu par le père John, qui s’est suicidé ensuite. Ian pleure avec lui, car ils viennent tous deux de perdre un père : Thomas, son père spirituel et protecteur, et Ian, car il était le véritable fils du père Timothy – un lourd secret moral pour un prêtre qui avait été autrefois marié et avait eu un enfant.
De retour au présent, Prem Kumar le présentateur de l'émission demande à Ram de remplacer la question numéro deux Que signifie le sigle FBI ?  par une question de son choix pour le faire aller plus loin et générer plus d'audience. Ram choisit alors comme deuxième question la question suivante : Quelle est la suite de lettres généralement inscrite sur une croix ? Ram, qui avait tout appris sur l’Église catholique, a répondu correctement : INRI.

### 5 000 roupies: La promesse d’un frère
Une famille emménage dans le chawl où vivaient Ram et Salim, venu emménager temporairement dans le chawl le temps de finir des travaux. Elle est composée de M. Shantaram, un astronome , de son épouse et de Gudiya, leur fille. Ram et Salim écoute souvent au mur et découvre l'astronomie à travers un cours que donne Shantaram à sa fille. Guida adopte aussi un chat dans le chawl que son père nomme Pluton car à l'instar de Pluton la plus petit planète du système solaire, le chat est le plus petit membre de leur famille.
Avec le temps, l'alcoolisme de M. Shantaram se révèle et ce dernier se met à maltraiter sa famille et brûle sa fille au visage. Ram qui est allé chercher un taxi les accompagne alors à l'hôpital et découvre ainsi que M. Shantaram était un astronome reconnu qui a sombré dans l'alcoolisme après qu'un collègue lui ait volé une de ses découvertes. Il se fait renvoyer de plusieurs postes avant d'atterrir dans ce Chawl. La situation continue de se dégrader et Shantaram se met à harceler sexuellement sa fille qui trouve du réconfort auprès de Ram, son "frère" qui lui tient la main à travers un trou du mur mitoyen.
Le lendemain, Ram, pour sauver Gudiya, pousse Shantaram du dernier étage de l’immeuble. Ram croit l’avoir tué, et s’enfuit de Mumbai pour échapper à la justice.
Smita ne dit rien, mais laissa transparaître une profonde émotion à propos de cet événement. Ils regardèrent ensuite l’enregistrement de l’émission, qui en était à la troisième question : Quelle est la plus petite planète du système solaire? Ram donna la bonne réponse : Pluton.

### 10 000 roupies: Une pensée pour les estropiés
Après la mort du père Timothy, Ram est placé dans un orphelinat où ils rencontrent tout un groupe de garçon dont il devient le chef grâce à sa capacité à parler anglais. Il se lie d’amitié avec Salim, un jeune garçon musulman dont la famille a été tuée lorsque des hindous ont incendié un bus rempli de musulmans lors d'émeute raciale. Ram se présente alors sous son deuxième prénom, Mohammed pour se lier d'amitié avec lui. Il sauve également Salim d’une tentative d’abus sexuel par Gupta, le directeur de l’orphelinat. Salim et Ram se font aussi prédire leurs destins lors d'une sortie en groupe et Salim se fait prédire un destin grandiose tandis que Ram lui aurait un destin noir. Le diseur de bonne aventure donne néanmoins une pièce porte bonheur à Ram qui est censée l'aider.
Plus tard, Ram et Salim sont choisis par Sethji, un homme réputé pour transformer la vie des jeunes et sont emmenés dans un deuxième orphelinat où les enfant sont censés être mieux traités. Cet orphelinat contient néanmoins que des enfants estropiés ou aveugle et Ram et Salim découvre qu'ils sont en réalité envoyés mendier la journée et qu'ils ne reçoivent pas de repas s'ils ne rapportent pas plus de 100 roupies. Un des enfants estropiés leur expliquent aussi qu'il parvient à ramener suffisamment d'argent chaque jour car quand il en manque il rend visite à Neelima Kumari, une actrice à la retraite qui le nourrit et lui donne l'argent manquant mais qui ne peut l'embaucher car il est estropié.
À l’orphelinat, Sethji donne des cours de chant de bhajans de Surdas en l’honneur du dieu Krishna. Une chanson met Ram sur la piste : elle laisse entendre que Sethji compte les rendre aveugles. Ram et Salim tirent au sort pour savoir s'ils fuient ou non et la pièce tombant sur face ils fuient alors l’orphelinat et partent pour Mumbai, juste avant d’être mutilés.
De retour au présent, Smita lance la séquence correspondant à la quatrième question de l’émission. L’enregistrement demande à quel dieu Surdas était dévoué. Ram répond correctement : le dieu Krishna.

### 50 000 roupies: Comment parler australien
À Delhi, Ram travaille pour les Taylor, une famille australienne riche et égocentrique, qui critique constamment ces "fichus indiens" qui acceptent des pots de vin. Ram remarque que tous les employés des Taylor se retrouvent mêlés à petits larcins, jusqu’à ce que le colonel Taylor, les renvoie car il est "l'homme qui sait tout" selon Ram. Ainsi, le cuisinier est renvoyé pour avoir volé un collier en diamant et le soutien-gorge de Maggie la fille des Taylor, puis c'est la femme de ménage qui est renvoyé pour avoir embrassé Roy leur fils.
Un jour, Ram décroche le téléphone et entend le colonel parler en code avec un homme haletant à l’autre bout du fil. Il remarque que les Taylor tiennent leur vie luxueuse pour acquise. Un jour, il suit M. Taylor lors d'une promenades du chien car Ram est chargé de ramasser les crottes du chien. Il l'entend alors s’entretenir avec Jeevan Kumar, un fonctionnaire du ministère de La Défense que Ram avait déja aperçu lors d'une soirée chez les Taylor. Le lendemain, un nouveau cuisinier nommé Jai arrive pour remplacer le précédent. Jai tente de cambrioler la maison pendant l’absence des Taylor, mais abandonne quand il découvre qu’il n’y a rien de valeur, notamment dans le bureau blindé du colonel. En nettoyant après le cambriolage, Ram découvre que le colonel est en réalité un espion et qu'il sait tout car il a des caméras dans toute la maison. Le colonel lui montre alors sa confiance, estimant que Ram a bien réagi.
Mais les bons jours ne durent pas. Six mois plus tard, le ministère des Affaires étrangères indien déclare le colonel persona non grata pour des activités incompatibles après une dénonciation d'un australien anonyme (en réalité c'est Ram qui l'a dénoncé en imitant un accent australien), et il est expulsé. Ram prend son salaire restant (52 000 roupies) et quitte Delhi. 
Retour à l’émission : la quatrième question porte sur le sens de persona non grata. Ram répond correctement : « le diplomate n’est pas accepté ».

### 100 000 roupies: Accroche-toi à tes boutons
Ram vit à Dharavi, à Mumbai, et travaille comme barman dans le bar de Jimmy. Il apprend à augmenter la note des clients en profitant de l’ivresse des clients pour les faire consommer plus. Durant cette expérience, il rencontre des personnages étranges, dont Prakash Rao.
Prakash avoue à Ram qu'il a été embauché dans l'entreprise de son frère qui parti de rien est parvenu à créer une multinationale de fabrication de boutons. Une fois embauché il a été envoyé à New-York où il a épousé Julie, une haïtienne qui l'a poussé à voler de l'argent à l'entreprise pour obtenir un train de vie luxueux. Son frère finit par découvrir ses malversations et l'envoie dans un petit village d'Inde avec une salaire plus petit pour qu'il rembourse ce qu'il a volé. C'est alors que Julie révèle son pouvoir et fabrique une poupée Vaudou du frère de Prakash. Ce dernier se venge alors de son frère l'humiliant en public grâce aux sévices qu'il inflige à la poupée migraines, petits arrêts cardiaques, jusqu'à l'internement de ce dernier dans un hôpital psychiatrique. Peu après, il apprend que son frère est mort d’une crise cardiaque à l'hôpital. 
Ram se souvient de cette histoire pour répondre à la sixième question de l’émission: Quelle est la capitale de la Papouasie-Nouvelle-Guinée : a) Port Louis, b) Port-au-Prince, c) Port Moresby ou d) Port Adélaïde ? 
Il ne connait pas la bonne réponse mais sait grâce à cette histoire que Port-au-Prince est la capitale d'Haiti, Port-Louis est à l'Île Maurice. En outre, grâce aux Taylor il sait qu'Adelaide est en Australie et il répond donc correctement Port Moresby.

### 200 000 roupies: Meurtre dans l’Express de l’Ouest
Après avoir quitté les Taylor, Ram se rend à Mumbai pour retrouver Salim, avec les 52 000 roupies qu’il a gagnées. Il voyage avec une famille et parle de son argent au fils, qui, jaloux, le dénonce lorsqu’un voleur monte à bord. Ram tue l’un des braqueurs pour protéger la fille de la famille, tandis que l’autre s’échappe avec son argent. Il voit sur l’arme les inscriptions : Colt, Lightweight, Conn USA, DR 24691.
La septième question de l’émission : Qui a inventé le revolver ? Ram devine Samuel Colt, et c’est la bonne réponse.

### 500 000 roupies: L’histoire d’un soldat
Ram fait la connaissance de Balwant Singh, un vieux domestique unijambiste qui raconte son passé héroïque pendant le conflit Indo-Pakistanais, même s’il n’a jamais reçu le Param Vir Chakra. Tout le monde est impressionné par son récit, jusqu’au jour où des anciens officiers de l'armée visitent le bunker pour récolter des dons pour le conflit en cours et révèle que Balwant est un déserteur qui a fui dès le début des combats pour rejoindre sa femme et sa fille qu'il a perdues ainsi que sa jambe lors de bombardement  arrive et révèle qu’il a fui le champ de bataille. Honteux, Balwant se suicide.
À l’émission, la huitième question porte sur la plus haute distinction militaire indienne. Ram répond correctement : le Param Vir Chakra.

### 1 000 000 roupies: Permis de tuer
Ram retrouve par hasard son meilleur ami Salim après cinq ans. D’abord empruntés, ils finissent par s’asseoir à ses côtés sur un banc et ils se réconcilient en regardant des enfants jouer au football.
Salim raconte son parcours : il a poursuivi son rêve de devenir acteur et a rencontré Mukesh Rawal, qui lui dit qu’il doit d’abord faire une séance photo mais la séance coûte trop cher et le photographe conseille à Salim de se prendre en photo avec un appareil jetable et qu'il augmentera les photos. Salim se prend alors en photo puis pour remplir la pellicule prend des photos par hasard dont celle d'un homme, Maman, le propriétaire de l'orphelinat pour enfant estropié qui le prend en chasse. Pour s'échapper, Salim monte dans un bus, mais à un des arrêts des jeunes indiens montent à bord pour se venger des musulmans. Il est sauvé par un homme nommé Ahmed, qui menace les criminels avec un pistolet.
Salim devient domestique alors chez Ahmed. Ahmed ne regarde que le cricket à la télévision sur lequel il parie des fortunes et une émission nommé Scènes de Crimes à Mumbai. Salim remarque qu’Ahmed reçoit régulièrement des enveloppes jaunes de grande taille et découvre par hasard qu'elles contiennent des photos et adresses de personne, qui meurent ensuite et apparaissent dans Scènes de Crimes à Mumbai. Il comprend alors qu’Ahmed est un tueur à gages. Salim assiste aussi à un pari d'Ahmed qui perd 1 million de roupies sur le fait que Sachin Malvankar marque sa 37e centuries lors de ce match. Un jour, en ouvrant une des enveloppes d'Ahmed, il découvre que c'est Abbas Rizvi, un producteur qui avait promis à Salim de l’aider, qui est visé. Il change la photo cible contre celle de Maman, l’homme qui a failli les rendre aveugles, Ram et lui, quand ils étaient enfants et prévient Abbas Rizvi qui part se cacher à Dubai et paie des cours de théâtre à Salim. Ahmed est tué quelques mois lors d'un règlement de compte.
À l’émission, Prem Kumar pose la neuvième question : Combien de centuries en test cricket le plus grand batteur indien, Sachin Malvankar, a-t-il marqué ? Ram répond c) 36 et gagne un million de roupies.

### 10 000 000 roupies: La reine du drame
Ram devient domestique chez Neelima Kumari, une actrice autrefois célèbre. Il découvre alors tout l'univers cinématographique de l'actrice. En outre, il aperçoit aussi son amant qui après qu'elle ait rompu la bat violemment et la brûle avec une cigarette. 
Finalement, Neelima Kumari se suicide pour rester belle à jamais à l'instar de Marylin Monroe et de Madhubala ses idoles. Son corps n’est retrouvé que des semaines plus tard, en décomposition car Ram avait peur d'être accusé de meurtre.
De retour dans l'émission Prem Kumar pousse Ram à poursuivre et à rentrer dans la phase "jouer ou payer" (ne pouvant plus se retirer avec ses gains) en lui donnant la réponse à la question suivante et en lui promettant de lui donner la réponse aux questions suivantes. C'est néanmoins un piège pour le pousser à continuer et la question est finalement : la grande tragédienne Neelima Kumari s’est vu décerner le Prix national en : a) 1984, b) 1988, c) 1986 ou d) 1985 ? A laquelle Ram peut évidemment répondre.

### 100 000 000 roupies: X Gkrz Opknu (ou Une histoire d’amour)
Après s'être enfuit du train dans lequel il a tué le dacoit, Ram suit les préceptes du Colonel Taylor pour brouiller les pistes et disparaitre. Il atterrit ainsi à Agra et gagne 50 roupies en répétant maladroitement ce qu'il vient d'entendre dire d'un guide du Taj-Mahal. En cherchant un logement il se lie d’amitié avec un garçon qui parle une langue incompréhensible mais qui l'aide à trouver un logement dans les communs de Swapna Devi, une femme richissime pour 400 roupies par mois. Il utilise ainsi les 50 roupies gagnées pour retourner au Taj Mahal et écouter les autres guides. C'est ainsi qu'il gagne 750 roupies (10 livres anglaises) en une visite. Ram continue de se former et enrichit sa connaissance du Taj Mahal.
Un jour, Il rencontre un groupe de jeunes touristes riches qui l'invitent dans un restaurant cher puis au quartier rose d'Agra. Là, il a une relation avec Nita, une jeune prostituée. Il retourne la voir à plusieurs reprises et ils tombent amoureux mais Nita ne peut pas partir car son proxénète et frère demande 400 000 roupies à Ram pour la racheter. 
Pendant quinze jours, Ram ne voit pas Nita car il pleure la morte de son ami Shankar, mort de la rage. Dans le délire de Shankar, Ram découvre que sa mère est la richissime Swapna Devi et qu'elle l'a abandonné quand ce dernier l'a surprise avec son oncle. Il la supplie alors de payer pour un traitement de dernière minute à 400 000 roupies mais cette dernière refuse. 
Au bout de quinze jours il apprend que Nita est hospitalisé car elle a été battue violemment par un client. Il demande alors à son proxénète de la libérer mais ce dernier lui redemande 400 000 roupies pour la libérer. Ram vole l’argent à Swapna Devi grâce à des informations données par un ancien employé. Mais au moment de payer, le frère de Nita exige encore plus, l’accusant d’être responsable de ses blessures. Désespéré, Ram donne son argent à un homme dont le fils a besoin d’un traitement contre la rage. En retour, l’homme lui donne sa carte et lui promet de l’aider. Ram manque aussi d'être arrêté par la police mais puisqu'il n'a pas d'argent et qu'il se met à parler comme Shankar a police le laisse partir pensant que le deuil de son ami l'a rendu fou.
Lors du jeu, Ram fait appel à cet homme, professeur d’anglais, pour répondre à la question : Dans quelle pièce de Shakespeare y a-t-il un personnage nommé "Costard" ? L’homme hésite, mais conseille à Ram de suivre son instinct. Ram répond Peines d'Amour Perdues — et c’est correct.

### 1 000 000 000 roupies: La treizième question
La dernière question est une question sur le Taj Mahal à laquelle Ram répond correctement mais les producteurs annulent la question et la font passer pour une pub du sponsor les Thé Mumtaz.
La dernière question est alors remplacée par une question sur la tonalité de la Sonate pour piano n° 29 de Beethoven. Ram ne connaît pas la réponse. Il demande alors à aller aux toilettes où Prem Kumar l'accompagne selon le règlement du jeu. Il le confronte alors et révèle qu’il est venu au jeu pour le tuer. Il explique que Prem est l’homme qui a battu Neelima et abusé de Nita. et qu'il veut se venger. Néanmoins, malgré sa haine, il ne parvient pas à le tuer et Prem Kumar en remerciement lui donne la réponse – si bémol majeur – pour sauver sa vie. Ram accepte, donne cette réponse… et remporte le grand prix. 

### Épilogue
Ram termine son récit à son avocate, Smita. Elle lui révèle qu’elle ne s’appelle pas vraiment Smita, mais Gudiya, la fille de M. Shantaram, que Ram croyait avoir tué. En réalité, il n’avait fait que lui briser la jambe, et Shantaram s’était réformé. Elle sait maintenant que Ram n’a jamais triché et l’aide à retrouver sa liberté et à être payé. Ram devenu riche envoie la police arrêter les bandits qui mutilait les enfants, aide Salim à réaliser son rêve de devenir un acteur en finançant un films (sans le lui dire) et rachète Nita à son frère.

## Personnages
- Ram Mohammad Thomas : Protagoniste qui a gagné à Qui veut gagner des millions.
- Salim : Meilleur ami de Ram M.T.
- Father Timothy : Le prêtre qui a recueilli Ram lorsqu'il a été abandonné.
- Père John : Le prêtre qui assassine le prêtre Timothy à la suite des découvertes de Ram M.T.
- Gudiya : Jeune fille qui se faisait battre et violer par son père, Ram lui a sauvé la vie. (elle est aussi Smita, l'avocate)
- Nita : Prostituée que Ram va rencontrer et dont il va tomber amoureux.
- Maman : Directeur du centre où Ram se retrouve avec Salim. Il exploite les enfants pour qu'ils mendient.
- Neelima : Actrice pour laquelle Ram travaille pendant un certain temps.
- Prem Kumar : Présentateur du jeu télévisé.
- Shankar : Ami de Ram et fils de Rani Sahiba. Son langage est incompréhensible à cause de son défaut d'élocution

## Le langage de Shankar
Dans l'avant-dernier chapitre, Ram Mohammad Thomas fait la rencontre d'un jeune homme prénommé Shankar qui présente un défaut d'élocution. Son langage sonne comme du charabia et ne semble être compris que de lui-même. En réalité, il est possible de le traduire. Vikas Swarup a en effet codé des phrases en faisant correspondre chaque lettre par une autre.

« — Ton nom ? fait l'inspecteur d'un ton bourru.
— Hu Ixhz Qo Odxifxn, répond Shankar, quelque peu désarçonné.
— Comment ? Tu peux me répéter ça ?
— Odxifxn. »

On devine facilement que « odxifxn » signifie « Shankar », puis la phrase entière « My name is Shankar » (soit « Je m'appelle Shankar », la traduction française ayant conservé les phrases codées originales). À force de déduction, en devinant ce que Shankar peut dire selon le contexte du récit, il est possible de reconstituer entièrement son alphabet :
| Ainsi, les lettres | A | B | C | D | E | F | G | H | I | J | K | L | M | N | O | P | Q | R | S | T | U | V | W | X | Y | Z |
| se remplacent par  | D | F | G | H | J | K | L | M | N | U | O | P | Q | R | S | T | I | V | W | X | Y | Z | B | A | C | E |

Shankar n'utilise ni la lettre T ni la lettre V. C'est grâce à Ram que l'on obtient leur correspondance, lorsqu'il finit par comprendre ce langage qu'il emploie pour se sortir d'une mauvaise situation.
Le chapitre dans lequel tout ceci apparaît est intitulé 100 000 000 : X Gkrz Opknu (ou une histoire d'amour). Les lecteurs anglophones les plus perspicaces peuvent dès le début décoder « A Love Story ».

## Adaptations
Le livre a été adapté à la radio, au théâtre et au cinéma. C'est d'abord l'adaptation radiophonique qui a permis de diffuser l'histoire sous un autre média, sur BBC Radio 4, dans une adaptation signée Ayeesha Menon. Cette adaptation a reçu plusieurs prix et a été éditée en livre audio.
Au cinéma, l'histoire a été adaptée par le scénariste Simon Beaufoy et réalisé par Danny Boyle, sous le titre Slumdog Millionaire. Le film a reçu de nombreux prix dans le monde dont 8 Oscars, 4 Golden Globes et 6 BAFTA.
Sur scène, c'est sous la forme de comédie musicale que le roman est adapté.

## Distinctions
Le roman a reçu plusieurs prix, parmi lesquels :
- Boeke Prize en 2006.
- Prix Grand Public au Salon du livre de Paris en 2007.

## Éditions
- Vikas Swarup (trad. de l'anglais), Les Fabuleuses Aventures d'un Indien malchanceux qui devint milliardaire, Paris, 10/18, 2006 pour la traduction française, 363 p. (ISBN 978-2-264-04533-1)